# جيرهارد جاي بيلنجر
جيرهارد جاي بيلنجر (بالألمانية: Gerhard Bellinger)‏ هو فيلسوف وكاتب وأستاذ جامعي ألماني، ولد في 11 مارس 1931 في بوخوم في ألمانيا.

## وصلات خارجية
- جيرهارد جاي بيلنجر على موقع ديسكوغز (الإنجليزية)